# Ulrik Scheffer
Ulrik Scheffer (ur. 5 sierpnia 1716, zm. 4 marca 1799) – szwedzki polityk, kanclerz. Był przewodniczącym Szwedzkiej Rady Królewskiej w latach 1771–1772 i następnie od  sierpnia 1772 do 1783. Odznaczony Królewskim Orderem Serafinów.